# Sciurus brasiliensis
Sciurus brasiliensis (auch Guerlinguetus brasiliensis) ist eine Hörnchenart, die in einem zweigeteilten Verbreitungsgebiet in Brasilien und in einer kleinen Region im Nordosten Argentiniens vorkommt. Ein Teil des Verbreitungsgebietes erstreckt sich über den gesamten Nordosten
und Süden Brasiliens und reicht vom brasilianischen Bundesstaat Rio Grande do Norte bis Rio Grande do Sul und umfasst auch die argentinische Provinz Misiones. Der zweite Abschnitt des Verbreitungsgebietes liegt im südöstlichen Amazonasbecken, östlich der Flüsse Rio Iriri und Rio Xingu und südlich des Amazonas. In der dazwischen liegenden Caatinga, einem in Brasilien vorkommenden Dornstrauchsavannentyp, kommt das Hörnchen kaum vor.

## Merkmale
Sciurus brasiliensis erreicht eine durchschnittliche Kopf-Rumpf-Länge von 18 Zentimeter und hat einen gleichlangen langen Schwanz und ein durchschnittliches Gewicht von 193 Gramm. Damit ist es ein eher kleines Eichhörnchen. Der Hinterfuß hat eine Länge von 4,6 Zentimeter, die Länge der Ohren liegt bei 2,2 Zentimeter. Das Fell des Körpers einschließlich der oberen Bereiche der Beine ist bräunlich bis olivbraun, die Bauchfarbe ist sehr variabel. Die Kehle ist weiß bis grauweiß und diese Färbung erstreckt sich manchmal auch auf die Brust und/oder auf den Bauch und/oder die Innenseiten der Vorder- und Hinterbeine. Der Bereich um die Zitzen ist immer heller als der übrige Bauch. Der Schwanz hat die gleiche Farbe wie der Rücken oder zeigt eine weißliche Streifung. Postaurikularflecken (Flecken hinter dem Ohr) sind nicht vorhanden.

## Lebensraum und Lebensweise
Sciurus brasiliensis kommt in Regenwäldern des südöstlichen Amazonasbeckens und im Atlantischen Küstenregenwald vor. In den Trockenwäldern der Caatinga und in den zentralbrasilianischen Savannen (Cerrado) dazwischen lebt es höchstens in Galeriewäldern und in geschlossenen Waldregionen nicht aber in offenen Vegetationsgemeinschaften. In der Regel sind es Einzelgänger, es wurden jedoch auch Gruppen von bis zu acht Tieren beobachtet. Sciurus brasiliensis hat eine kletternde (arboreale) Lebensweise und hält sich für gewöhnlich in einer Höhe von 5 bis 12 Metern über dem Erdboden auf, wo sich auch das aus Moos, Zweigen, Blättern und anderen Pflanzenteilen gebaute Nest befindet. Die Nester werden in kleinen und mittelhohen Bäumen gebaut und haben einen mittleren Durchmesser von einem halben Meter. Die Hörnchen sind meist am Morgen und am Nachmittag aktiv. Ihr Territorium markieren sie mit Urin und dem Sekret einer Kopfdrüse. Sie ernähren sich von Flechten, Moosen, Pilzen, Blättern, Früchten, Insekten und Vogeleiern. In einigen Gegenden sind die Samen von Palmen ihre wichtigste Nahrung. Sie können bis zu 70 % der Nahrung ausmachen. Die Hörnchen sind anpassungsfähig und fressen in bewirtschafteten Wäldern auch die Samen von Kiefern, die vom Menschen angepflanzt wurden. Das Fortpflanzungsverhalten ist weitgehend unerforscht.

## Systematik
Sciurus brasiliensis wird als eigenständige Art innerhalb der Gattung der Eichhörnchen (Sciurus) eingeordnet, die aus etwa 30 Arten besteht. Die wissenschaftliche Erstbeschreibung erfolgte durch den deutscher Naturwissenschaftler Johann Friedrich Gmelin im Jahr 1788. Sciurus brasiliensis wurde lange Zeit als Synonym oder Unterart des Guyana-Hörnchens (Sciurus aestuans) betrachtet, wird in letzter Zeit aber zunehmend als eigenständige Art angesehen.
Innerhalb der Art werden drei Unterarten unterschieden.
- S. brasiliensis brasiliensis, nordöstliches Brasilien von Rio Grande do Norte bis Bahia, weißliche Unterseite.
- S. brasiliensis ingrami, südöstliches Brasilien von Espírito Santo bis Rio Grande do Sul, gelbliche Unterseite.
- S. brasiliensis paraensis, im südöstlichen Amazonien, etwas kleiner, kürzeres Fell.

## Belege
1. 1 2 3 4 5  James L. Patton, Ulyses F. J. Pardiñas und Guillermo D’Elía (Hrsg.): Mammals of South America, Volume 2 Rodents. University of Chicago Press, 2015, ISBN 978-0-226-16960-6. S. 13–15.
2. ↑  J.F. Gmelin (1788): Systema naturae per regna tria naturae, secundum classes, ordines, genera, species, cum characteribus, differentiis, synonymis, locis. Tomus I. Editio decima tertia, aucta, reformata. Georg Emanuel Beer, Leipzig, 500 Seiten.
3. ↑  Sciurus nebouxii (Gmelin, 1788) in der ASM Mammal Diversity Database
4. ↑  Edson Fiedler de Abreu-Jr, Silvia E. Pavan, Mirian T. N. Tsuchiya, Don E. Wilson, Alexandre R. Percequillo, Jesús E. Maldonado (2020). Museomics of tree squirrels: A dense taxon sampling of mitogenomes reveals hidden diversity, phenotypic convergence, and the need of a taxonomic overhaul. BMC Evolutionary Biology, 20, 1-77. doi: 10.1186/s12862-020-01639-y
5. ↑  Edson Fiedler de Abreu-Jr, S. Pavan, Mirian T. N. Tsuchiya, D. E. Wilson, A. Percequillo, J. Maldonado (2020). Spatiotemporal diversification of tree squirrels: is the South American invasion and speciation really that recent and fast? Frontiers in Ecology and Evolution, 8, 230. doi: 10.3389/fevo.2020.00230